# Hjalmar Wiklund
Lars Hjalmar Wiklund, född 6 december 1903 i Bollnäs, död 15 december 1974 i Södertälje, var en svensk målare.  
Han var son till köpmannen Lars Gustaf Wiklund och Carin Rehnvall och gift första gången 1926 med Elsa Ingeborg Flodin och andra gången 1946–1956 med kanslibiträdet Anna Elsa Birgitta Lindqvist. Wiklund lärde sig att utföra konstsmide i sin faders verkstad 1916–1918 och studerade målning för Thure Wallner 1938–1940 samt Göte Hennix 1940–1941 och genom självstudier under resor till bland annat Frankrike, Italien, Spanien, Norge samt Nederländerna. Separat ställde han bland annat ut i Bollnäs och Södertälje. Han medverkade i ett flertal samlingsutställningar med olika konstföreningar. Hans konst består av realistiska porträttstudier, blomsterstilleben, stads- och landskapsskildringar.   